# 涢水郡
涢水郡，中国南北朝时设置的郡。
西魏文帝大统十五年（549年），西魏占领了汉东之地，改北郢州为款州。周武帝天和二年（567年）四月，合并东南诸州：废除款州，并入唐州，改置涢水郡，治所在安贵县（今湖北省随州市西北）。涢水郡下辖安贵县、横山县，隋文帝开皇三年（583年）废永川郡，属县直属唐州。